# Руиспаласиос, Алонсо
Алонсо Руиспаласиос (исп. Alonso Ruizpalacios; род. 1978, Мехико, Мексика) — мексиканский кинорежиссёр
, сценарист и кинопродюсер. Многократный лауреат и номинант международных и национальных фестивальных и профессиональных кинонаград.

## Биография
Алонсо Руиспаласиос родился и вырос в Мехико. Он изучал режиссерское мастерство в Мехико, после чего переехал в Лондон, где учился на актера в Королевской академии драматического искусства. Как режиссер и сценарист Руиспаласиос работает как в театре, так и в кинематографе. Его короткометражный фильм «Кофейный рай» был отмечен многими фестивальными наградами.
В 2015 году Руиспаласиос дебютировал полнометражным черно-белым игровым фильмом «Гуэрос», который был представлен на 64-м Берлинском международном кинофестивале, где получил Приз за лучший дебютный фильм. Лента также приняла участие в ряде других международных кинофестивалей, получив на них ряд наград и была отмечена двумя наградами мексиканской национальной кинопремии «Ариэль» — за лучший первый фильм и лучшую режиссерскую работу.
В 2018 году Алонсо Руиспаласиос поставил по собственному сценарию криминальную драму «Музей» с Гаэлем Гарсия Берналем в главной роли. Фильм был представлен в конкурсной программе 68-й Берлинский международный кинофестиваль68-го Берлинского международного кинофестиваля, где Руиспаласиос был отмечен «Серебряным медведем» за лучший сценарий.
В 2021 году снял докудраму «Полицейское кино».
В 2024 году вышел фильм Руиспаласиоса «Кухня».